# 1862 en santé et médecine
| Années de la santé et de la médecine : 1859 - 1860 - 1861 - 1862 - 1863 - 1864 - 1865    |
| Décennies de la santé et de la médecine : 1830 - 1840 - 1850 - 1860 - 1870 - 1880 - 1890 |

Cet article présente les faits marquants de l'année 1862 en santé et médecine.

## Événements
- Publication des travaux de Louis Pasteur réfutant la théorie de la génération spontanée
- Maurice Raynaud obtient son doctorat de médecine à Paris avec sa thèse De l'asphyxie locale et de la gangrène symétrique des extrémités, où il décrit la maladie de Raynaud.

- L'ophtalmologiste hollandais Herman Snellen publie à Utrecht une édition d'échelles d'acuité visuelle.

## Naissance
- 18 mai : Albert von Schrenck-Notzing (mort en 1929), médecin et pionnier de la psychothérapie et de la parapsychologie allemand.

## Décès
- 19 juillet : Nicolas-Philibert Adelon (né en 1782), médecin et physiologiste français, auteur de la Physiologie de l'homme en 4 volumes[1].
- 21 octobre : Benjamin Collins Brodie (né en 1783), 1er baronnet, physiologiste et chirurgien britannique, auteur de Pathological and Surgical Observations on the Diseases of the Joints[2].